# Komitet Integracji Europejskiej
Komitet Integracji Europejskiej – utworzony 1 października 1996, na mocy ustawy z dnia 8 sierpnia 1996 o Komitecie Integracji Europejskiej (Dz.U. z 1996 r. nr 106, poz. 494), naczelny organ polskiej administracji w zakresie koordynacji i programowania polityki integracji Polski z UE. Zniesiony 1 stycznia 2010 i zastąpiony przez Komitet do Spraw Europejskich. Obsługiwany był przez Urząd Komitetu Integracji Europejskiej, 1 stycznia 2010 połączony z Ministerstwem Spraw Zagranicznych.

## Skład komitetu oraz zasady funkcjonowania
Komitet realizował swoje zadania za pośrednictwem Urzędu Komitetu Integracji Europejskiej (UKIE). Składał się z przewodniczącego (z reguły Prezes Rady Ministrów), sekretarza (będącego szefem Urzędu Komitetu Integracji Europejskiej) i członków (wybranych ministrów).
KIE zastąpił działający od 1991 urząd Pełnomocnika Rządu ds. Integracji Europejskiej i Pomocy Zagranicznej.
Gdy Komitet omawiał sprawy związane bezpośrednio z zakresem kompetencji ministra, który nie należały do stałego składu Komitetu, mógł on uczestniczyć w jego pracach z prawami stałego członka.
Stałymi członkami KIE byli ministrowie właściwi do spraw:
- zagranicznych
- wewnętrznych
- gospodarki
- pracy
- finansów publicznych
- skarbu państwa
- środowiska
- rolnictwa
- infrastruktury
- zdrowia
- sprawiedliwości
- oraz do 3 osób powołanych przez Prezesa Rady Ministrów, których doświadczenie i sprawowane funkcje mogły mieć istotne znaczenie dla realizacji zadań komitetu.

## Zadania KIE
Do zadań tego komitetu należało przede wszystkim:
- koordynowanie procesów adaptacyjnych i integracyjnych Polski z Unią Europejską oraz inicjowanie, organizowanie, koordynowanie działań kształtujących te procesy, zwłaszcza w sferze gospodarczej i społecznej,
- inicjowanie i koordynowanie prac dostosowawczych w zakresie instytucji prawnych oraz opiniowanie projektów aktów prawnych co do ich zgodności z prawem Unii Europejskiej,
- współpraca z Komisją Europejską w zakresie realizacji indywidualnego programu wymagań integracyjnych,
- koordynowanie przedsięwzięć związanych z pozyskiwaniem i wykorzystaniem środków pochodzących z pomocy zagranicznej,
- ocena przebiegu procesów dostosowawczych,
- podejmowanie działań mających na celu przygotowanie informacyjne, koncepcyjne i kadrowe dla procesów integracyjnych,
- współdziałanie z organizacjami samorządowymi, zmierzające do udziału tych organizacji w różnych strukturach instytucjonalnych Unii Europejskiej,
- wykonywanie zadań z zakresu obronności i bezpieczeństwa państwa, stosownie do kompetencji określonych w odrębnych przepisach,
- wykonywanie innych zadań powierzonych przez Prezesa Rady Ministrów lub wynikających z odrębnych przepisów.

## Przewodniczący Komitetu Integracji Europejskiej
- od 15 października 1996 do 31 października 1997 Włodzimierz Cimoszewicz (SLD), Prezes Rady Ministrów
- od 31 października 1997 do 27 lipca 1998 Ryszard Czarnecki (AWS)
- od 27 lipca 1998 do 19 października 2001 Jerzy Buzek (AWS), Prezes Rady Ministrów
- od 19 października 2001 do 2 maja 2004 Leszek Miller (SLD), Prezes Rady Ministrów
- od 2 maja 2004 do 31 października 2005 Marek Belka (SLD), Prezes Rady Ministrów
- od 31 października 2005 do 9 maja 2006 Stefan Meller (bezpartyjny), minister spraw zagranicznych
- od 9 maja 2006 do 14 lipca 2006 Kazimierz Marcinkiewicz (PiS), Prezes Rady Ministrów
- od 14 lipca 2006 do 16 listopada 2007 Anna Fotyga (PiS), minister spraw zagranicznych
- od 16 listopada 2007 do 31 grudnia 2009 Donald Tusk (PO), Prezes Rady Ministrów

## Ostatnie kierownictwo Urzędu Komitetu Integracji Europejskiej
- Mikołaj Dowgielewicz (bezpartyjny) – od 18 grudnia 2007 do 31 grudnia 2009 sekretarz stanu w UKIE i wiceprzewodniczący Komitetu Europejskiego Rady Ministrów, od 16 stycznia 2008 do 31 grudnia 2009 sekretarz Komitetu Integracji Europejskiej
- Piotr Serafin – od 16 stycznia 2008 do 31 grudnia 2009 podsekretarz stanu w UKIE
- Maciej Szpunar – od 22 grudnia 2008 do 31 grudnia 2009 podsekretarz stanu w UKIE
- Ewa Ośniecka-Tamecka (bezpartyjna) – od 31 maja 2006 do 16 sierpnia 2007  sekretarz stanu w UKIE i wiceprzewodnicząca Komitetu Europejskiego Rady Ministrów od 13 kwietnia 2006 do 16 sierpnia 2007.